# Youssef Badra
Youssef Badra (ar. يوسف بدرة; ur. 5 lipca 1984) – tunezyjski judoka. Olimpijczyk z Pekinu 2008, gdzie zajął 33. miejsce wadze półśredniej.
Uczestniczk mistrzostw świata w 2007. Startował w Pucharze Świata w latach 2005-2007. Wygrał igrzyska afrykańskie w 2007, a także igrzyska frankofońskie w 2005. Wicemistrz igrzysk wojskowych w 2007. Trzykrotny medalista mistrzostw Afryki w latach 2005 - 2008.

## Letnie Igrzyska Olimpijskie 2008
| Konkurencja | Eliminacje               | Klas. końcowa |
| Konkurencja | Przeciwnik I             | Miejsce       |
| ----------- | ------------------------ | ------------- |
| 81 kg       | Srđan Mrvaljević (MNE) P | 33.           |